# Мане Сигбан
Мане Сигбан (на шведски: Karl Manne Georg Siegbahn) е шведски физик, носител на Нобелова награда за физика за 1924 година.

## Биография
Роден е на 3 декември 1886 година в Йоребру, Швеция. През 1911 година защитава докторска дисертация на тема „Измерване на магнитното поле“, а през 1915 става професор. Изучава атомното ядро и извършва изследвания в областта на рентгеновата спектроскопия. Неговият син, Кай Сигбан (роден 1918) е носител на Нобелова награда за физика през 1981 година.
Умира на 26 септември 1978 година в Стокхолм.